# Duracell
Duracell je robna marka baterija napravljena od tvrtke Procter & Gamble. Duracell posjeduje i robnu marku Procell.	Osnovao ju je Samuel Ruben i Philip Mallory 1930. P&G 2005. kupuje Gillette kompaniju za 57 milijardi američkih dolara a time i Duracell, tvrtku u vlasništvu Gillette-a.

## Vanjske poveznice
duracell.com  Arhivirana inačica izvorne stranice od 22. rujna 2010. (Wayback Machine)